# Armand Ancion
Armand Ancion (Namur, 1958. szeptember 21. –) belga nemzetközi labdarúgó-játékvezető, politikus.

## Pályafutása

### Nemzeti játékvezetés
A játékvezetésből 1976-ban vizsgázott, 1992-ben lett az I. Liga játékvezetője. Az aktív nemzeti játékvezetéstől 2004-ben vonult vissza.

#### Nemzeti kupamérkőzések
Vezetett Kupa-döntők száma: 2.

##### Belga-labdarúgókupa
| Időpont         | Helyszín                         | Mérkőzés típusa | Mérkőzés                | Eredmény | Nézők száma |
| --------------- | -------------------------------- | --------------- | ----------------------- | -------- | ----------- |
| 1998. május 16. | Baldvin király Stadion, Brüsszel | elődöntő        | KRC Genk–Club Brugge KV | 4 – 0    | 35 000      |

##### Szuperkupa
| Időpont         | Helyszín                                | Mérkőzés típusa | Mérkőzés                     | Eredmény |
| --------------- | --------------------------------------- | --------------- | ---------------------------- | -------- |
| 1994. január 5. | Constant Vanden Stock Stadion, Brüsszel | döntő           | Anderlecht–Standard de Liège | 3 : 0    |

### Nemzetközi játékvezetés
A belga labdarúgó-szövetség Játékvezető Bizottsága (JB) terjesztette fel nemzetközi játékvezetőnek, a Nemzetközi Labdarúgó-szövetség (FIFA) 1994-től tartotta nyilván bírói keretében. Több nemzetek közötti válogatott és klubmérkőzést vezetett. A belga nemzetközi játékvezetők rangsorában, a világbajnokság-Európa-bajnokság sorrendjében többedmagával a 11. helyet foglalja el 5 találkozó szolgálatával. Az aktív nemzetközi játékvezetéstől 2000-ben búcsúzott. Válogatott mérkőzéseinek száma: 6.

#### Világbajnokság

##### U20-as labdarúgó-világbajnokság
Malajzia rendezte az 1997-es ifjúsági labdarúgó-világbajnokságot, ahol a FIFA JB bíróként foglalkoztatta.

###### 1997-es ifjúsági labdarúgó-világbajnokság
| Időpont          | Helyszín                       | Mérkőzés típusa              | Mérkőzés                      | Eredmény | Nézők száma |
| ---------------- | ------------------------------ | ---------------------------- | ----------------------------- | -------- | ----------- |
| 1997. június 17. | Darul Aman Stadion, Alor Setar | csoportmérkőzés (C. csoport) | Kína–Egyesült Államok         | 0 : 1    | 9 769       |
| 1997. június 23. | Utama Stadion, Kangar          | csoportmérkőzés (E. csoport) | Argentína–Ausztrália          | 3 : 4    | 8 000       |
| 1997. június 26. | Darul Aman Stadion, Alor Setar | egyik nyolcaddöntő           | Ghána–Egyesült Arab Emírségek | 3 : 0    | 17 000      |

---
A világbajnoki döntőhöz vezető úton Franciaországba a XVI., az 1998-as labdarúgó-világbajnokságra a FIFA JB bíróként alkalmazta.

##### 1998-as labdarúgó-világbajnokság

###### Selejtező mérkőzés
| Időpont              | Helyszín                    | Mérkőzés típusa           | Mérkőzés               | Eredmény | Nézők száma |
| -------------------- | --------------------------- | ------------------------- | ---------------------- | -------- | ----------- |
| 1997. április 30.    | Ernst Happel Stadion, Bécs  | előselejtező (4. csoport) | Ausztria–Észtország    | 2 : 0    | 27 500      |
| 1997. szeptember 24. | Nemzeti Stadion, Ta’ Qali   | előselejtező (6. csoport) | Málta–Csehország       | 0 : 1    | 1 622       |
| 1997. október 11.    | Központi Stadion, Ljubljana | előselejtező (1. csoport) | Szlovénia–Horvátország | 1 : 3    | 6 000       |

#### Európa-bajnokság
Az európai-labdarúgó torna döntőjéhez vezető úton Belgiumba és Hollandiába a XI., a 2000-es labdarúgó-Európa-bajnokságra az UEFA JB játékvezetőként foglalkoztatta.

##### 2000-es labdarúgó-Európa-bajnokság

###### Selejtező mérkőzés
| Időpont          | Helyszín                        | Mérkőzés típusa           | Mérkőzés                  | Eredmény | Nézők száma |
| ---------------- | ------------------------------- | ------------------------- | ------------------------- | -------- | ----------- |
| 1999. június 9.  | Anfield Road Stadion, Liverpool | előselejtező (1. csoport) | Wales–Dánia               | 0 : 2    | 11 000      |
| 1999. október 9. | Olimpiai Stadion, Helsinki      | előselejtező (3. csoport) | Finnország–Észak-Írország | 4 : 1    | 8 217       |